# Fluorid osmičný
Fluorid osmičný je anorganická sloučenina s chemickým vzorcem OsF5.

## Příprava
Fluorid osmičný lze připravit redukcí fluoridu osmiového jodem v roztoku fluoridu jodičného při 50 °C:
10 OsF6 + I2 → 10 OsF5 + 2 IF5
Lze jej také připravit rozkladem fluoridu osmiového pod UV světlem.

## Vlastnosti
Fluorid osmičný je modrozelená pevná látka, která krystalizuje v jednoklonné struktuře. Taje při 70 °C za vzniku zelené kapaliny, která se při dalším zahřívání mění na modrou. V pevném stavu sloučenina existuje jako tetramer.